# Toyota Avanza
Der Toyota Avanza (in Indonesien und China auch Daihatsu Xenia (chinesisch: 大发森雅)) ist ein kleiner Van, der in Indonesien unter Leitung von Toyota konstruiert wurde und dort auch gebaut wird, ebenso wie in Malaysia. Der Wagen wurde auf der Automobilausstellung in Gaikindo 2003 vorgestellt und seitdem werden über 100.000 Stück pro Jahr verkauft. Der Name Avanza ist aus dem Italienischen entlehnt, wobei vermutlich die Ableitung avanzato mit der Bedeutung fortschrittlich intendiert ist, allerdings bedeutet avanzo als weitere mögliche Ableitung überflüssig, Überbleibsel. Abfälle.
Der Avanza ist ein neues Modell, das zusammen mit dem luxuriöseren Innova den Unser und in China den Dario Terios ersetzte.
Außer in Indonesien und Malaysia wird der Avanza im Libanon, in Bangladesch, in Thailand, auf den Philippinen, in Südafrika, in Mexiko, in Peru und in China angeboten.

## Erste Generation (F600, 2003–2011)
Der Wagen der ersten Generation ist ein kleiner Van mit 5 Türen und Hinterradantrieb. Zwei Motoren stehen zur Auswahl: Ein 1,3 l-R4 mit 92 bhp (67 kW) bei 6000 min−1 und ein 1,5 l-R4 mit 109 bhp (80 kW) bei ebenfalls 6.000 min−1.
2004 kam ein Sondermodell des Avanza heraus, das mit dem stärkeren Motor mit variabler Ventilsteuerung (VVTi) und Automatikgetriebe ausgestattet war. Es wurden nur 200 Exemplare hergestellt.
Ende des dritten Quartals 2006 wurde der Avanza überarbeitet und bekam einen neuen Kühlergrill, neue Stoßfänger, eine neue Innenausstattung und neue Scheinwerfer und Rücklichter. Das neue Modell New Avanza S hat auch einen neuen Motor, wiederum einen 1,5 l-R4, aber mit zwei obenliegenden Nockenwellen (DOHC) und variabler Ventilsteuerung (VVTi) – wie beim Rush – und zusätzlich ABS.
In Malaysia gibt es den Avanza als Modell 1.5 G mit Getriebeautomatik und als Modell 1.3 E mit Schalt- oder Automatikgetriebe.
Auf den Philippinen wurde der Avanza seit 2006 in zwei Ausstattungslinien: Als Modell J mit 1,3 l-R4-Motor, ohne elektrische Fensterheber und Türschlösser und nur mit Schaltgetriebe und als Modell G mit 1,5 l-R4-Motor, mit elektrischen Fensterhebern und Türschlössern und entweder mit manuellem 5-Gang-Getriebe oder 4-stufiger Automatik. Seit 2008 gibt es den J ohne dritte Sitzreihe. Dieses Modell wird auf den Philippinen häufig als Taxi eingesetzt.
Der Avanza erhielt 2008 einen neuen Dachhimmel mit Leitkanälen für bessere Frischluftzufuhr in den hinteren Teil des Wagens und neue Innenfarben.

### Daihatsu Xenia
Das Schwestermodell des Avanza heißt Daihatsu Xenia, das einzige Daihatsu-Modell, für das es zwei Motoren gibt: den 1,3 l-R4 mit elektronischer Benzineinspritzung aus dem Avanza (s. o.) und einen 1,0 l-R3-Motor mit einer Leistung von 63 bhp (46 kW) bei 5600 min−1 und einem Drehmoment von 92 Nm bei 3600 min−1.
In China brachte Daihatsu zusammen mit FAW den Xenia am 21. Juni 2007 heraus. Die Fertigung läuft bei FAW Jilin Auto. Dieser Daihatsu Xenia hat die gleichen Motoren wie der Avanza, die von Astra Daihatsu Motor in Malaysia zugeliefert werden. Das Interior wurde von FAW entworfen. Bereits 2010 endete die Zusammenarbeit zwischen Daihatsu und FAW.

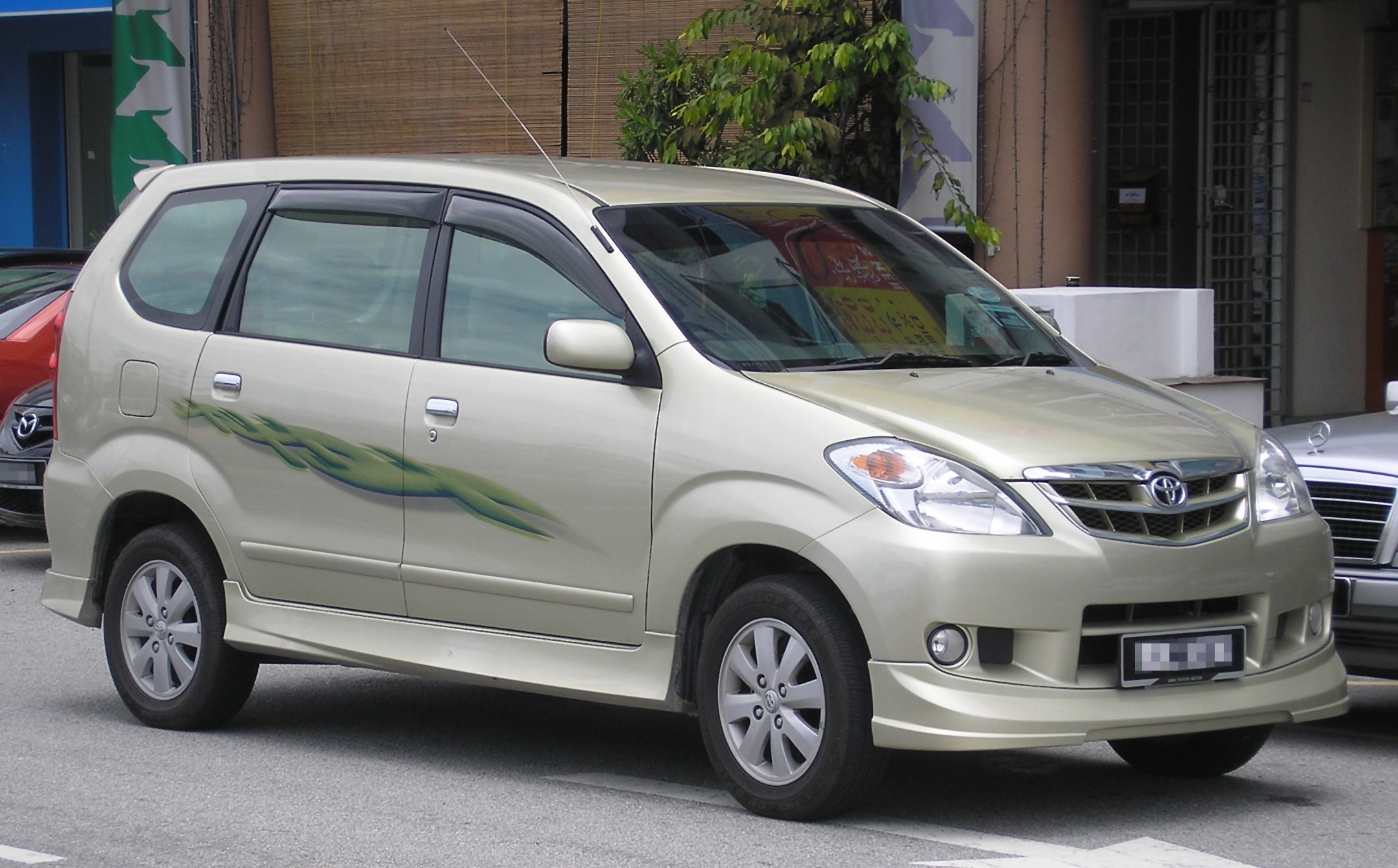
Toyota Avanza (2006–2011)
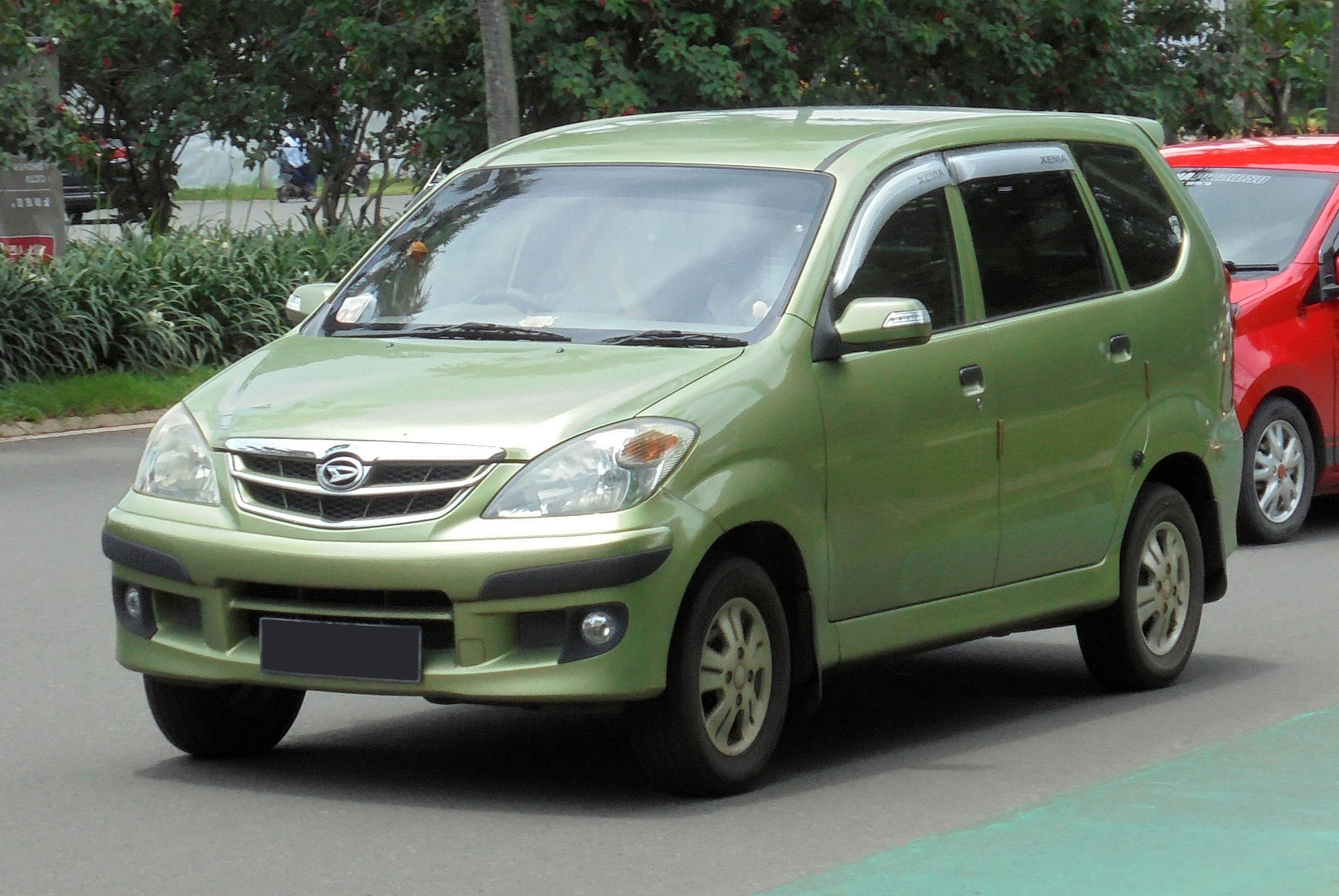
Daihatsu Xenia

### Ausstattung

#### Standard
- 15"-Räder (bei 1,5 l-Modellen)
- 14"-Räder (bei 1,3 l-Modellen)
- 13"-Räder (bei 1,0 l-Modellen)
- Stereoanlage mit Radio, CD-Spieler und 4 Lautsprechern
- Rückenlehne der mittleren Bank im Verhältnis 50:50 umklappbar
- Rückenlehne der dritten Bank in einem Stück umklappbar
- MacPherson-Federbeine
- Elektrisch verstellbare Außenspiegel
- Elektrische Fensterheber an allen Seitenfenstern
- Diverse Warnleuchten und Anzeigen für verschiedene Motorzustände und Sicherheitssysteme
- Klimaanlage mit Austrittsöffnungen auch hinten
- “Global Outstanding Assessment”-(GOA)-Karosserie
- Sicherheitsgurte
- Diebstahlswarnanlage mit Wegfahrsperre, sirene, Innenraumsensoren und automatisch verriegelnden Türen
- Nebelscheinwerfer und hochgesetztes Bremslicht
- Abstandssensoren hinten

#### Zusatzausstattung der 1,5 l-Modelle
- Kühlergrill, Türgriffe und Heckklappenapplikationen verchromt
- ABS[6]
- Elektronische Bremskraftverteilung (EBD)
- Vierspeichenlenkrad mit PU-Polsterung
- SRS-Airbags

#### Aerokit-Package (Sonderausstattung für 1,3 l- und 1,5 l-Modelle)
- Spoiler an Front- und Heckstoßfängern
- seitliche Schwellerverkleidungen
- Auspuffblenden

#### Weitere Sonderausstattung
- Auspuffblenden
- Ablage in der Mittelkonsole

## Zweite Generation (F650, 2011–2023)
Die zweite Generation des Avanza wurde am 7. November 2011 in Jakarta präsentiert. Am 12. August 2015 stellte Toyota eine überarbeitete Version vor. 2019 wurde der Avanza nochmals überarbeitet. Auch die zweite Generation wurde in einigen Staaten wieder als Daihatsu Xenia vertrieben.

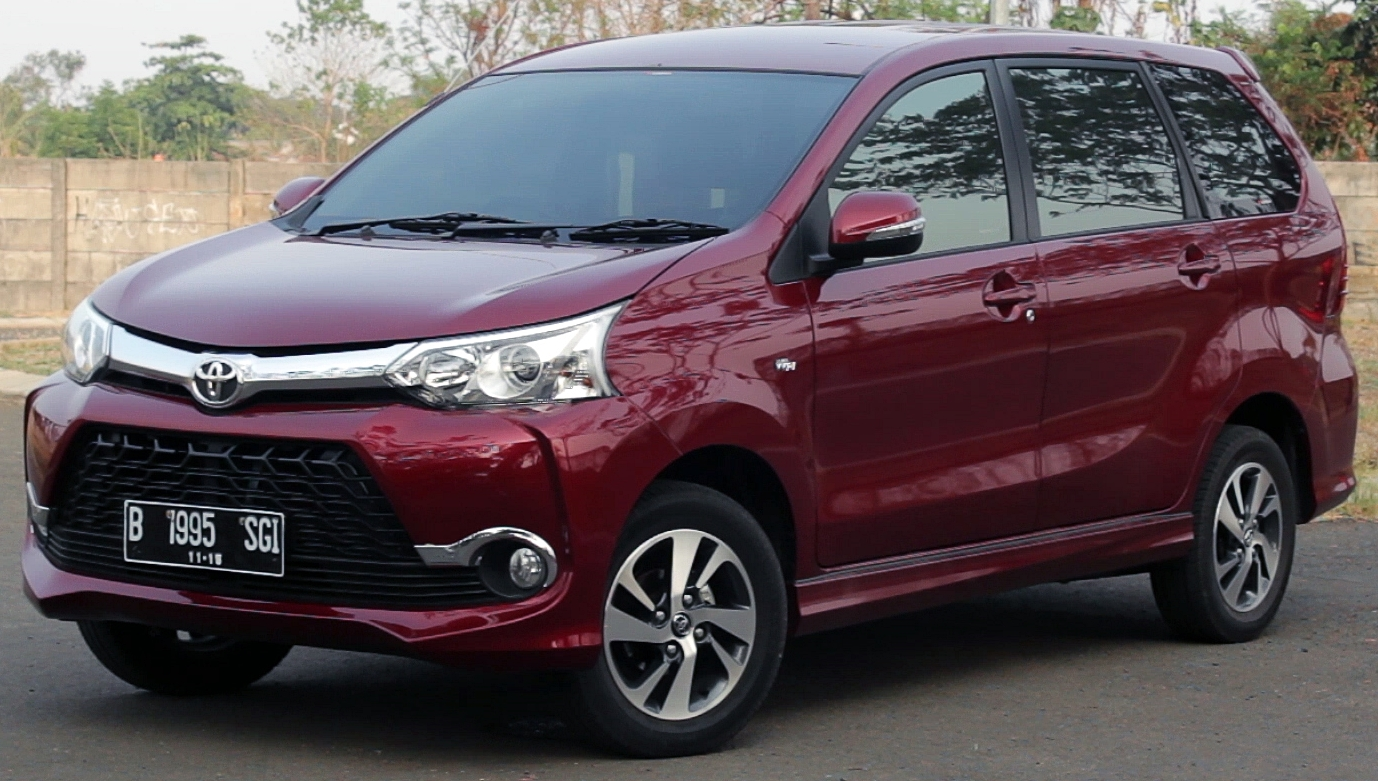
Toyota Avanza (seit 2015)
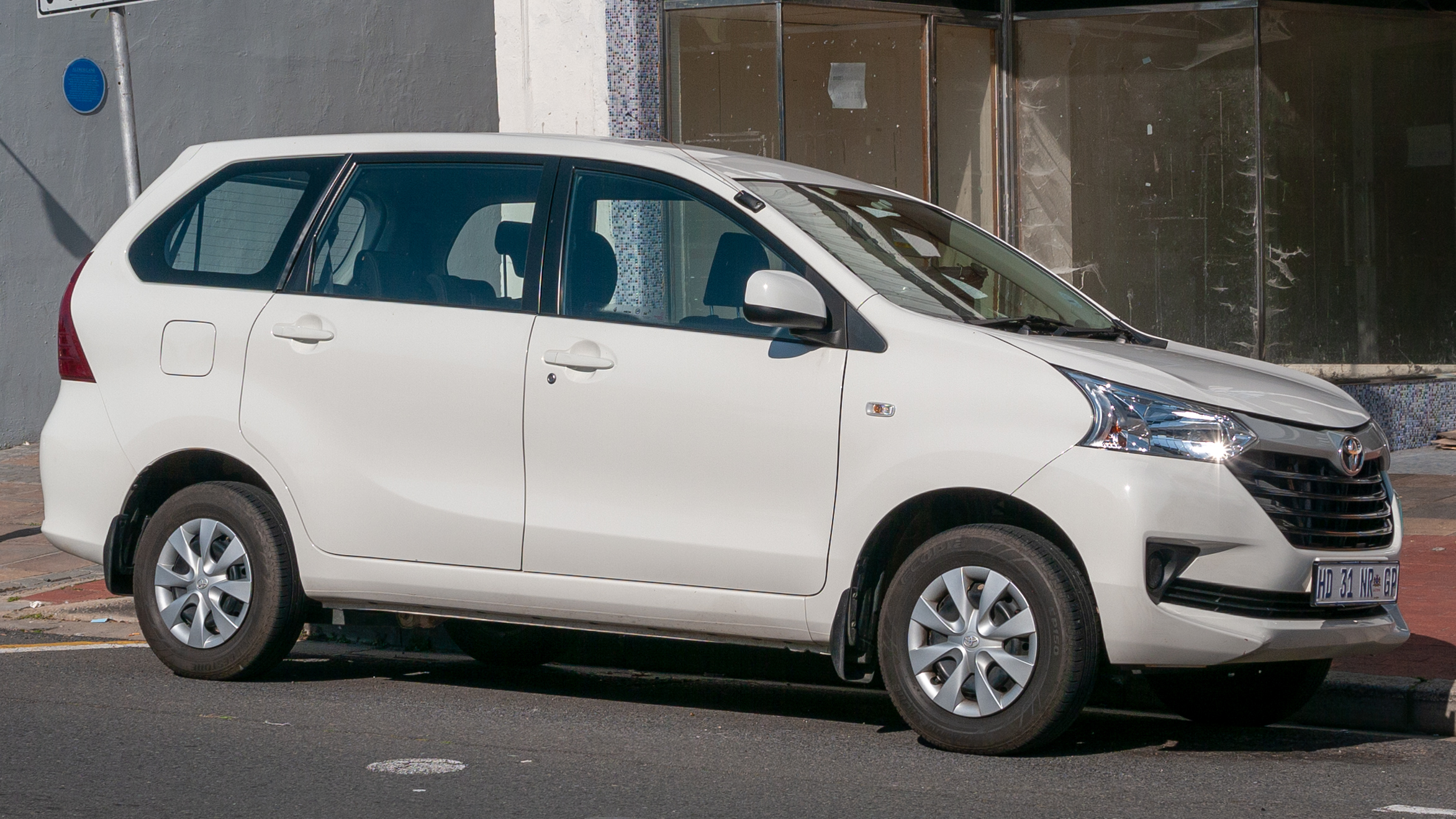
Avanza für den südafrikanischen Markt
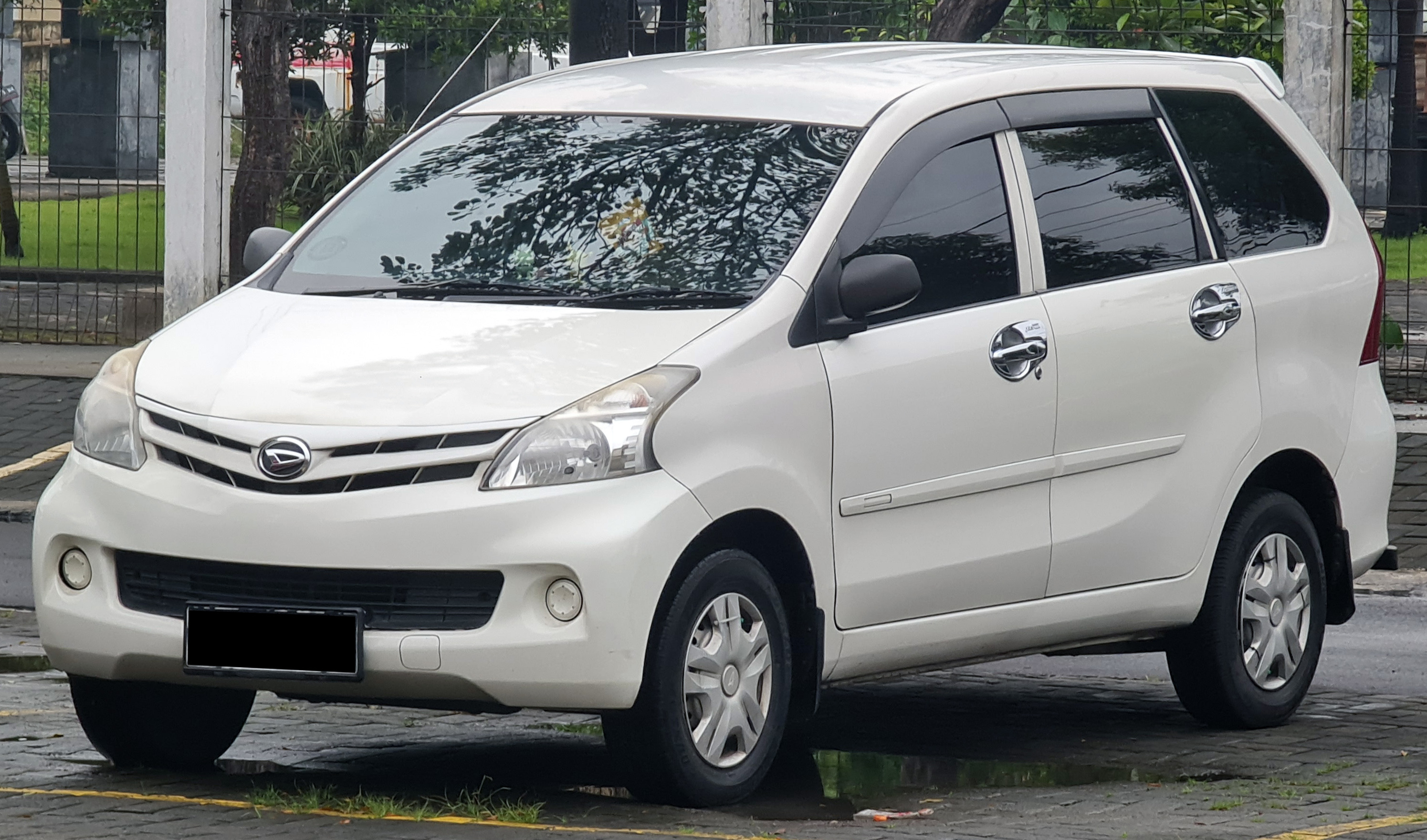
Daihatsu Xenia

### Technische Daten (Südafrika)
|                                             | 1.3                   | 1.5                        |
| Motorkenndaten                              |                       |                            |
| Motortyp                                    | R4-Ottomotor          | R4-Ottomotor               |
| Hubraum                                     | 1329 cm³              | 1496 cm³                   |
| max. Leistung bei min−1                     | 70 kW (95 PS) / 6000  | 77 kW (105 PS) / 6000      |
| max. Drehmoment bei min−1                   | 121 Nm / 4400         | 137 Nm / 4400              |
| Kraftübertragung                            |                       |                            |
| Antrieb, serienmäßig                        | Hinterradantrieb      | Hinterradantrieb           |
| Getriebe, serienmäßig                       | 5-Gang-Schaltgetriebe | 5-Gang-Schaltgetriebe      |
| Getriebe, optional                          | –                     | [4-Gang-Automatikgetriebe] |
| Messwerte                                   |                       |                            |
| Höchstgeschwindigkeit                       | 160 km/h              | 165 km/h [160 km/h]        |
| Beschleunigung, 0–100 km/h                  | k. A.                 | k. A.                      |
| Kraftstoffverbrauch auf 100 km (kombiniert) | 6,1 l Super           | 6,3 l Super [6,7 l Super]  |
| CO2-Emissionen (kombiniert)                 | 145 g/km              | 150 g/km [158 g/km]        |
| Tankinhalt                                  | 45 l                  | 45 l                       |

## Dritte Generation (W100, seit 2021)
Die dritte Generation der Baureihe wurde am 10. November 2021 vorgestellt. Auch ein Daihatsu Xenia ist wieder verfügbar. Zudem gibt es nun den sportlicher gestalteten Toyota Veloz. Technisch basiert das Fahrzeug nun auf der Daihatsu New Global Architecture (DNGA), die beispielsweise schon im 2019 eingeführten Toyota Raize verwendet wird.

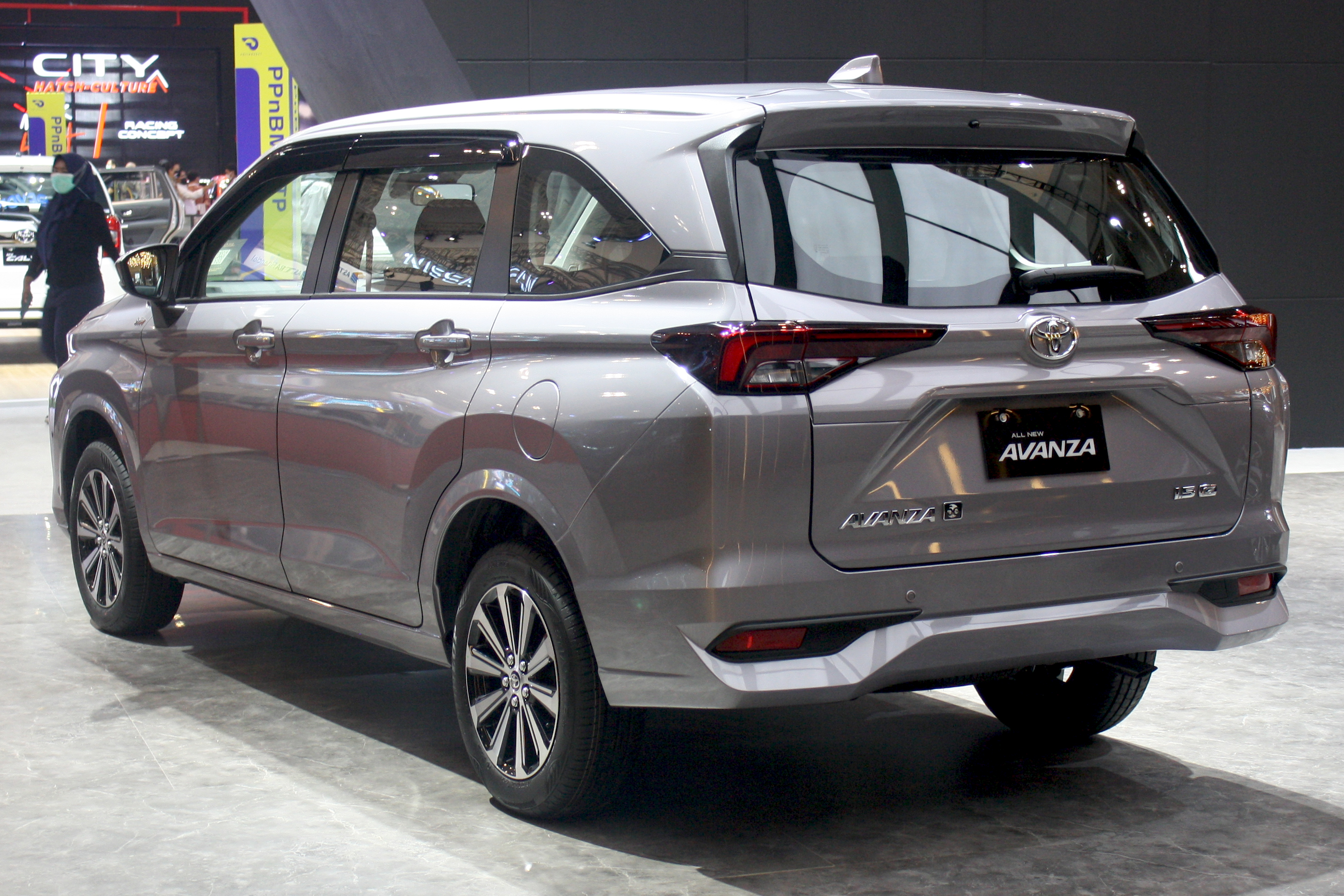
Heckansicht
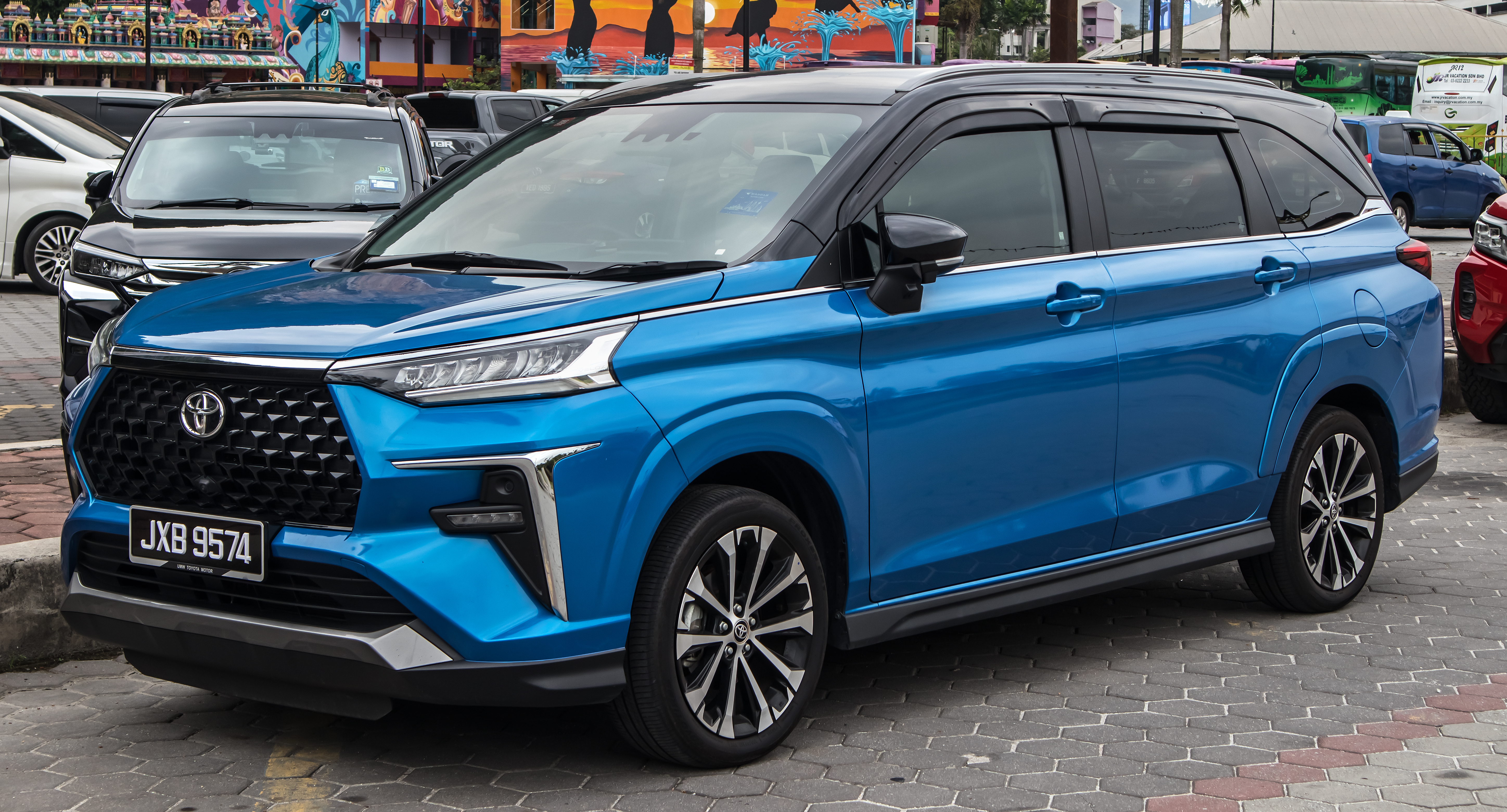
Toyota Veloz (seit 2021)
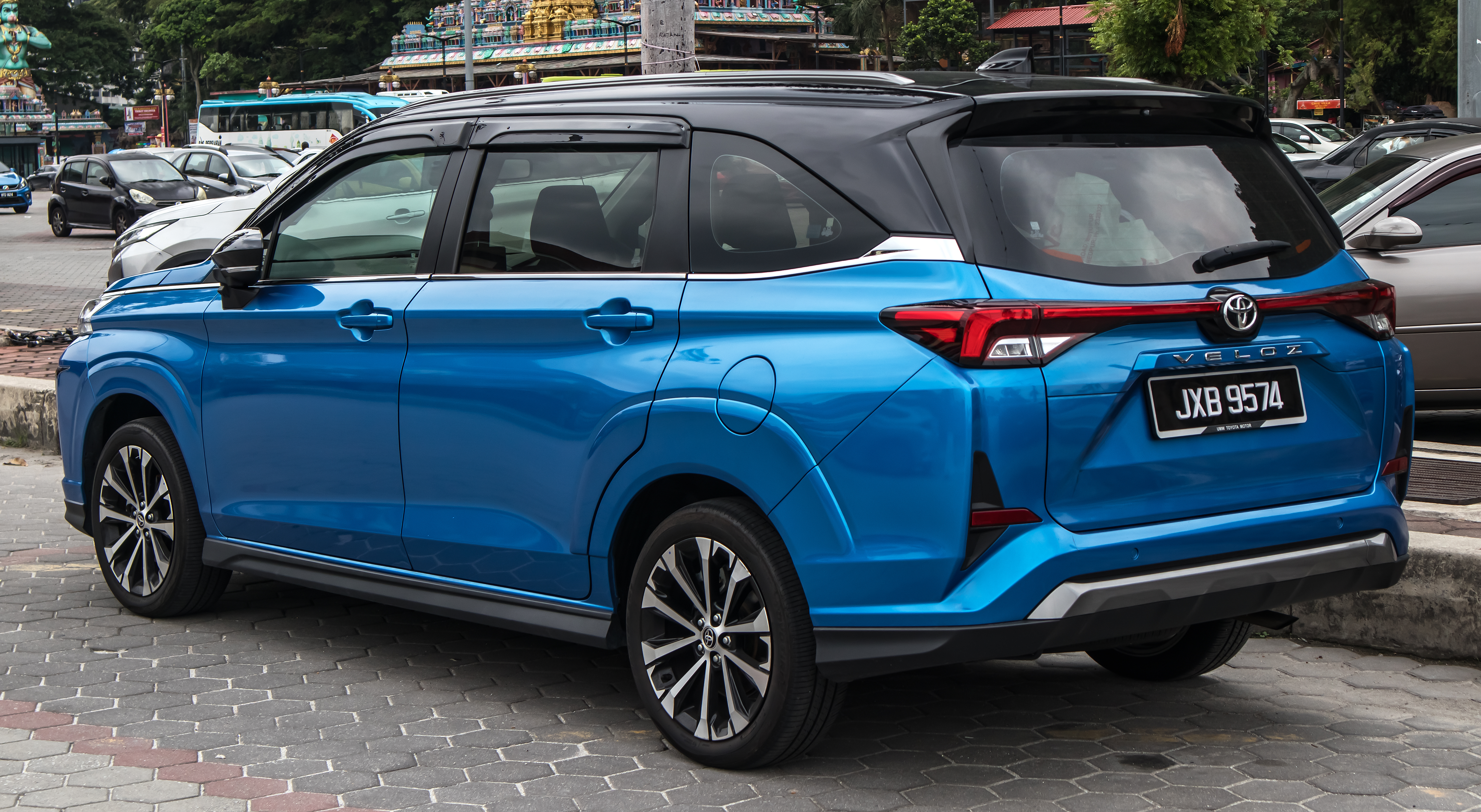
Heckansicht
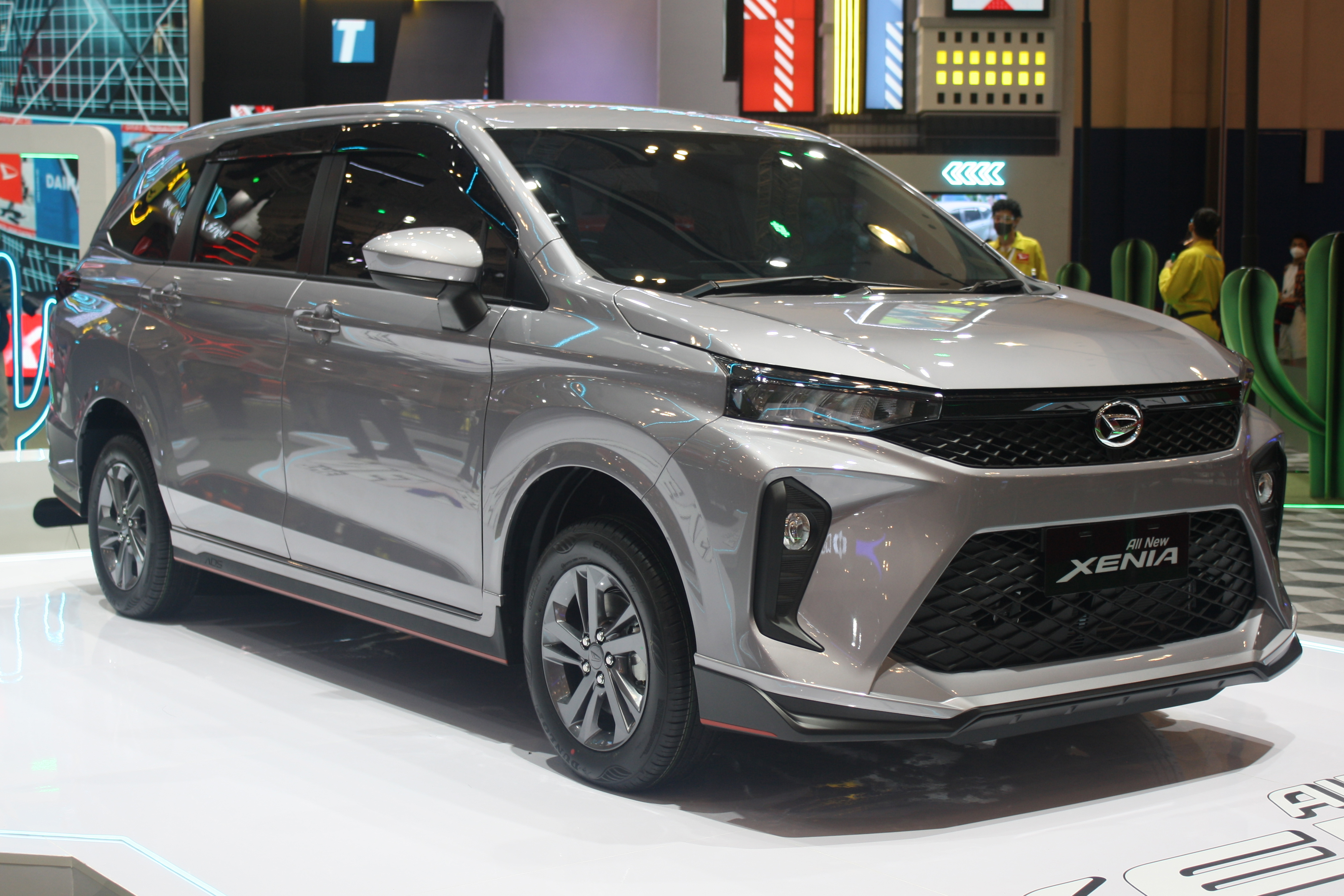
Daihatsu Xenia (seit 2021)

### Technische Daten
|                                             | 1.3                   | 1.5                    |
| Motorkenndaten                              |                       |                        |
| Motortyp                                    | R4-Ottomotor          | R4-Ottomotor           |
| Hubraum                                     | 1329 cm³              | 1496 cm³               |
| max. Leistung bei min−1                     | 72 kW (98 PS) / 6000  | 78 kW (106 PS) / 6000  |
| max. Drehmoment bei min−1                   | 122 Nm / 4200         | 137 Nm / 4200          |
| Kraftübertragung                            |                       |                        |
| Antrieb, serienmäßig                        | Vorderradantrieb      | Vorderradantrieb       |
| Getriebe, serienmäßig                       | 5-Gang-Schaltgetriebe | 5-Gang-Schaltgetriebe  |
| Getriebe, optional                          | –                     | (Stufenloses Getriebe) |
| Messwerte                                   |                       |                        |
| Höchstgeschwindigkeit                       | k. A.                 | k. A.                  |
| Beschleunigung, 0–100 km/h                  | k. A.                 | k. A.                  |
| Kraftstoffverbrauch auf 100 km (kombiniert) | k. A.                 | k. A.                  |
| CO2-Emissionen (kombiniert)                 | k. A.                 | k. A.                  |
| Tankinhalt                                  | 43 l                  | 43 l                   |